# Anaximander (cráter)
Anaximander (Anaximandro en español) es un cráter de impacto localizado cerca del extremo noroeste de la Luna. Se encuentra unido en su borde norte con el cráter Carpenter, una formación más reciente y mejor definida. Al sureste se encuentra el cráter J. Herschel, mucho más grande, que es un tipo de formación conocido como llanura amurallada.

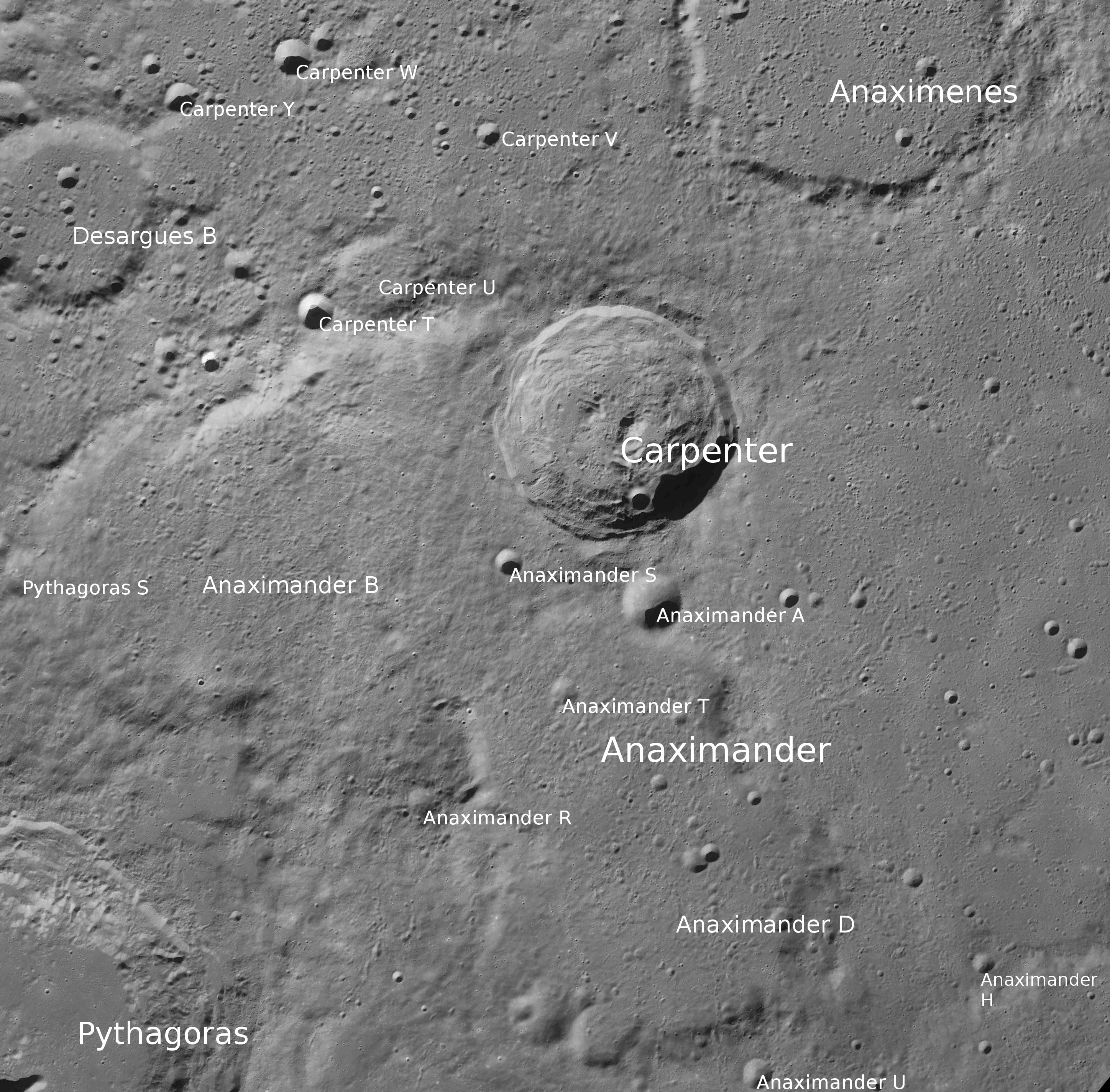
Entorno de Anaximander. Fotografía de la misión LRO

La pared exterior del cráter se encuentra muy desgastada y erosionada, con múltiples muescas y roturas. No tiene pico central pero su suelo contiene varios cráteres pequeños y un sinfín de pequeños hoyos resultado de impactos menores. El cráter está fusionado en su lado sur con su cráter satélite Anaximander D, que es mayor que el cráter principal, habiendo una amplia ruptura de sus bordes comunes en la zona donde se unen.
El cráter recibe su nombre del filósofo y astrónomo griego del siglo VI a. C. Anaximandro.

## Cráteres satélite

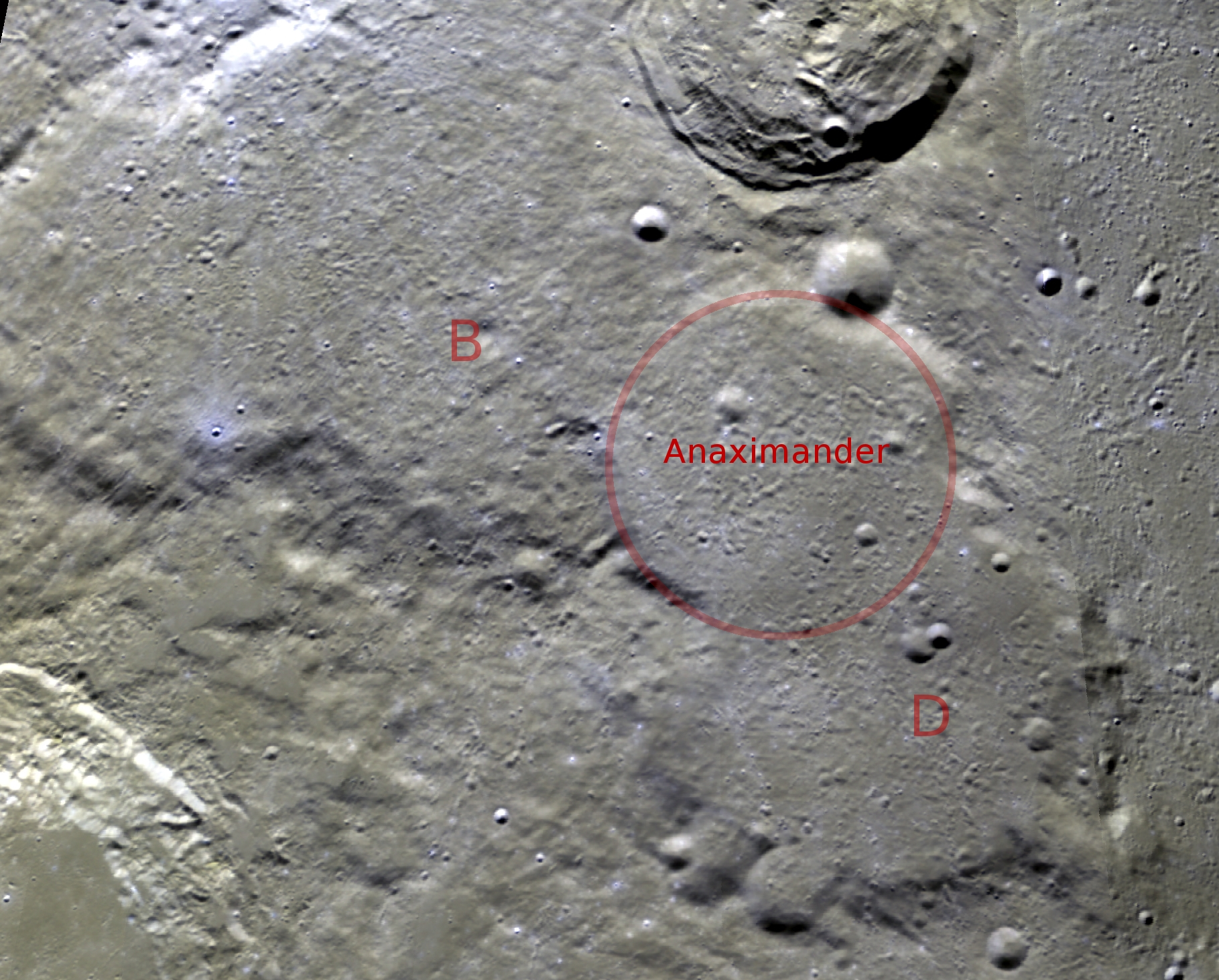
Anaximander y sus dos mayores cráteres satélite

Los cráteres satélite son pequeños cráteres situados próximos al cráter principal, recibiendo el mismo nombre que dicho cráter acompañado de una letra mayúscula complementaria (incluso si la formación de estos cráteres es independiente de la formación del cráter principal). Por convención, estos elementos son identificadas en mapas lunares poniendo la letra en el lado del punto medio del cráter que se encuentre más cercano a Anaximander.
|             | \| Anaximander \| Coordenadas \| Diámetro \| \| ----------- \| ----------------------------- \| -------- \| \| A \| 68°00′N 50°12′O / 68.0, -50.2 \| 16 km \| \| B \| 67°48′N 60°42′O / 67.8, -60.7 \| 78 km \| \| D \| 65°24′N 50°06′O / 65.4, -50.1 \| 92 km \| \| H \| 65°12′N 40°48′O / 65.2, -40.8 \| 9 km \| \| R \| 66°12′N 54°54′O / 66.2, -54.9 \| 8 km \| \| S \| 68°18′N 53°24′O / 68.3, -53.4 \| 7 km \| \| T \| 67°12′N 52°00′O / 67.2, -52.0 \| 7 km \| \| U \| 64°06′N 48°18′O / 64.1, -48.3 \| 8 km \| |          |
| Anaximander | Coordenadas | Diámetro |
| A           | 68°00′N 50°12′O / 68.0, -50.2 | 16 km    |
| B           | 67°48′N 60°42′O / 67.8, -60.7 | 78 km    |
| D           | 65°24′N 50°06′O / 65.4, -50.1 | 92 km    |
| H           | 65°12′N 40°48′O / 65.2, -40.8 | 9 km     |
| R           | 66°12′N 54°54′O / 66.2, -54.9 | 8 km     |
| S           | 68°18′N 53°24′O / 68.3, -53.4 | 7 km     |
| T           | 67°12′N 52°00′O / 67.2, -52.0 | 7 km     |
| U           | 64°06′N 48°18′O / 64.1, -48.3 | 8 km     |